# Österrike i olympiska sommarspelen 1896
Österrike deltog med tre deltagare vid de olympiska sommarspelen 1896 i Aten. Totalt vann de fem medaljer och slutade på sjunde plats i medaljligan.

## Medaljer

### Guld
- Adolf Schmal - Cykling, 12 timmars race
- Paul Neumann - Simning, 500 m frisim

### Silver
- Otto Herschmann - Simning, 100 m frisim

### Brons
- Adolf Schmal - Cykling, tempolopp
- Adolf Schmal - Cykling, 10 km